# Helmuth Schwenn
 Helmuth Schwenn  (ur. 27 stycznia 1913 w Hanowerze, zm. 16 lipca 1983 tamże) – niemiecki piłkarz wodny, srebrny medalista olimpijski z Berlina.
Członek zespołu, który w 1936 zdobył srebrny medal na letnich igrzyskach olimpijskich w Berlinie.